# Olivier Auriac
Olivier Auriac (Saint-Georges-de-Didonne, 14 settembre 1983) è un ex calciatore francese, di ruolo centrocampista.